# Platyderus zaballosi
Platyderus zaballosi – gatunek chrząszcza z rodziny biegaczowatych. Endemit środkowej Hiszpanii.

## Taksonomia
Gatunek ten opisany został po raz pierwszy w 2011 roku przez Aleksandra Aniszczenkę na łamach „Baltic Journal of Coleopterology”. Jako miejsce typowe wskazano Hontanar w Górach Toledańskich w Hiszpanii. Epitet gatunkowy nadano na cześć karabidologa, Juana Pedro Zaballosa. W obrębie podrodzaju nominatywnego rodzaju Platyderus omawiany takson zaliczono do grupy gatunków ruficollis-subcrenatus.

## Morfologia i zasięg
Chrząszcz o ciele długości od 7,5 do 8,5 mm, ubarwionym czerwonobrązowo z jaśniejszymi czułkami, głaszczkami i odnóżami. Głowa jest zaokrąglona, o powierzchni grzbietowej niepunktowanej, z parą małych, okrągłych wcisków na czole. Przedni brzeg wargi górnej jest lekko wykrojony. Owłosienie czułków zaczyna się od członu czwartego. Oczy złożone są płaskie do lekko wysklepionych. 1,24 raza szersze niż dłuższe przedplecze ma rozwarte i niewyraźne kąty tylne oraz wszystkie krawędzie obrzeżone. Dołki przypodstawowe przedplecza są długie, wąskie, podłużne, prawie liniowate i dobrze odgraniczone, od brzegów bocznych oddzielone wypukłymi i lekko punktowanymi powierzchniami. Lekko wysklepiony dysk przedplecza ma wyraźną, niedochodzącą do żadnej krawędzi linię pośrodkową. Pokrywy są wydłużone, najszersze w połowie długości lub tuż za nią, o zaokrąglonych i pozbawionych ząbków kątach barkowych oraz podłużnie siateczkowatej mikrorzeźbie powierzchni. Podstawa pokryw obrzeżona jest na całej szerokości. Rzędy są głębokie, na całej długości równej głębokości, bardzo drobno punktowane, międzyrzędy zaś płaskie i pozbawione punktowania. W okolicy tarczki obecny jest rządek przytarczkowy i chetopor (punkt szczecinkowy) przytarczkowy. Chetopor środkowy umieszczony jest na trzecim rzędzie. Spód ciała ma słabo i gęsto punktowane boki zapiersia (metawentrytu) oraz niepunktowane  pleury przedtułowia (propleury), episternity śródtułowia (mezepisternity), episternity zatułowia (metepisternity) oraz  sternity odwłoka. Genitalia samca mają specyficzną budowę endofallusa, cechującą się m.in. dużym, hakowatym guzem nasadowym.
Owad palearktyczny, endemiczny dla Gór Toledańskich w środkowej Hiszpanii. Współwystępuje z P. crypticola.